# Óxido de zinco
O óxido de zinco é um composto químico de cor branca. Sua fórmula é ZnO e é pouco solúvel em água, porém muito solúvel em ácidos. É utilizado como inibidor do crescimento de fungos em pinturas e como pomada antisséptica na medicina.
Óxido de zinco é o produto de corrosão inicial do zinco em atmosfera relativamente seca e é formado pela reação entre o zinco e o oxigênio presente na atmosfera, conforme a reação:
{\displaystyle \mathrm {2\ Zn_{(s)}+O_{2(g)}\longrightarrow 2\ ZnO_{(s)}} }
Temperatura de armazenamento: Guardar em um recipiente hermeticamente fechado. Armazenar em local fresco, seco, em área bem ventilado e longe de substâncias incompatíveis.

## USO
Ativador de aceleração química, pigmento e agente de reforço em borracha, pomadas, inibidor de crescimento de mofo em tintas, absorvedor de UV em plásticos, placas de piso, cerâmica, vidro, sais de zinco, aditivo em suplemento alimentar , dietético, cosméticos, tratamento de sementes, fotocondutor em fotocopiadoras e fotografia a cores, dispositivos piezoeléctricos, pigmento de telas(artes plásticas).